# Daniel Peña Sánchez de Rivera
Daniel Peña Sánchez de Rivera (Madrid, 1948) es doctor en ingeniería industrial por la Universidad Politécnica de Madrid, diplomado en Sociología y Estadística de la Universidad Complutense de Madrid e ITP en Administración de empresas en la Universidad de Harvard. Ha sido rector de la Universidad Carlos III de Madrid desde abril de 2007 a abril de 2015, siendo reelegido en marzo de 2011 por un período adicional de cuatro años.

## Carrera
Ha sido profesor en la Universidad Politécnica de Madrid, Universidad de Wisconsin-Madison y la Universidad de Chicago. Fue miembro del Comité de dirección y vicerrector de la Universidad Carlos III de Madrid (1992-1995), donde es catedrático.
Ha sido director fundador del Departamento de Métodos Cuantitativos de la Escuela de Organización Industrial, del Laboratorio de Estadística en la ETSII-UPM, así como los departamentos de Economía y Estadística y Econometría de la Universidad Carlos III de Madrid.
Ha sido director de la Revista Estadística Española y presidente de la Sociedad española de Estadística e Investigación de Operaciones, presidente fundador de la Comisión de Métodos Estadísticos en la Asociación española de la Calidad y miembro del Consejo Superior de Estadística del Estado, vicepresidente del Instituto Interamericano de Estadística y presidente de European Courses in Advanced Statistics.
Ha publicado catorce libros y más de doscientos artículos de investigación en Estadística, Econometría, Calidad y sus aplicaciones. Ha dirigido 30 tesis doctorales, sido Editor asociado de varias revistas internacionales, y ha recibido premios de investigación nacionales e internacionales; en 2006 fue galardonado con el Premio Youden para el mejor artículo publicado en Technometrics  en 2011, el Premio Rey Jaime I de Economía, y el Ingeniero del año por el Colegio Oficial de Ingenieros Industriales de Madrid. En 2020 recibió el primer Premio Nacional de Estadística. 
Es miembro de honor de prestigiosas asociaciones internacionales, tales como el Instituto de Estadística Matemática y la Asociación Americana de Estadística.

## Obras
- Regresión y diseño de experimentos Madrid: Alianza Editorial, D. L. 2010. ISBN 978-84-206-9389-7
- Análisis de series temporales, Madrid: Alianza Editorial, D. L. 2010. ISBN 978-84-206-6945-8
- Fundamentos de estadística , Madrid: Alianza Editorial, [2008. ISBN 978-84-206-8380-5
- Análisis de series temporales, Alianza Editorial, 2005. ISBN 978-84-206-9128-2
- Análisis de datos multivariantes McGraw-Hill Interamericana de España, 2002. ISBN 84-481-3610-1
- Regresión y diseño de experimentos Alianza Editorial, 2002. ISBN 84-206-8695-6
- Fundamentos de estadística Alianza Editorial, 2001. ISBN 84-206-8696-4
- Cómo controlar la calidad con Albert Prat Bartés. Madrid: Instituto de la Pequeña y Mediana Empresa Industrial, 1986. ISBN 84-398-7775-7
- Estadística, modelos y métodos Alianza Editorial, 1986. ISBN 84-206-8983-1